# Oskar Kokoschka

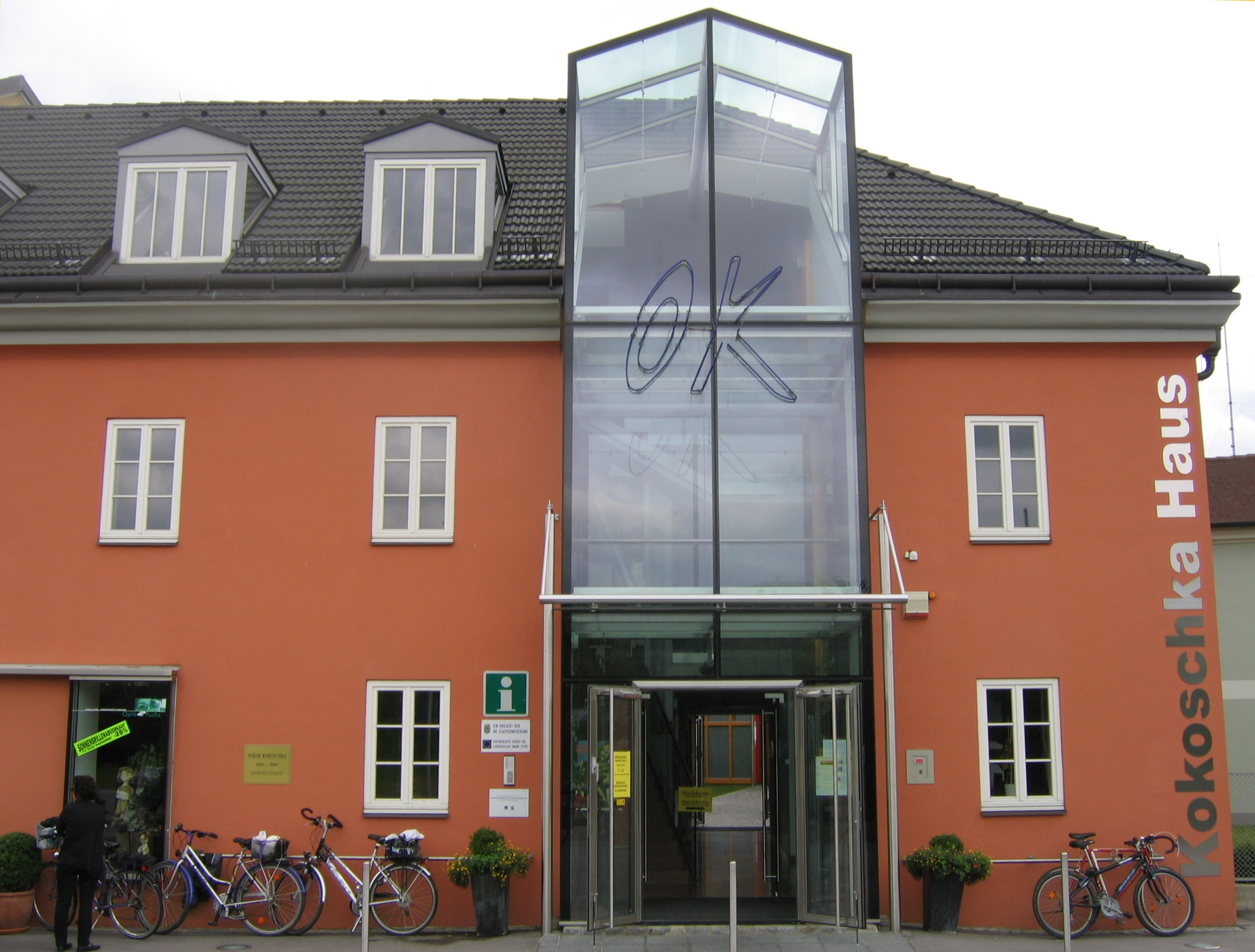
Maison natale d'Oskar Kokoschka à Pöchlarn, Basse-Autriche (août 2006).

Oskar Kokoschka, né le 1er mars 1886 à Pöchlarn, non loin de Vienne, en Autriche-Hongrie et mort le 22 février 1980 à Montreux en Suisse, est un peintre expressionniste et écrivain autrichien.

## Biographie
Oskar Kokoschka est le second fils de Gustav Josef Kokoschka (1840-1923), qui est issu d'une famille d'orfèvres de Prague, et de son épouse Maria Romana Loidl (1861-1934). En 1887, la famille quitte Pöchlarn pour la capitale. Son frère aîné Gustav meurt la même année. Deux ans plus tard, sa sœur Bertha Theresia naît (1889-1960), et trois ans plus tard son frère cadet Bohuslav (1892-1976).

### Modernisme
De 1905 à 1909, Kokoschka suit les cours de la Kunstgewerbeschule de Vienne, où il est élève de Gustav Klimt, de Carl Otto Czeschka et condisciple d'Elsa Oeltjen-Kasimir. Il participe aux expositions du modernisme menées par Gustav Klimt et Josef Hoffmann (Vienne, Kunstschau, 1908 et 1909).
Dès 1908 et jusqu'à la Première Guerre mondiale, il peint des portraits de personnalités de la société viennoise, s'attachant à révéler la vie intérieure de ses modèles, quite à choquer ses commanditaires par son point de vue acerbe, mettant la vérité au dessus de la beauté, pour reprendre la célèbre formule de son ami Arnold Schönberg.
En 1909, dans sa pièce de théâtre Mörder, Hoffnung der Frauen (« Meurtrier, espoir des femmes »), publiée dans Der Sturm, le jeune artiste présente un violent combat entre hommes et femmes, est comprise comme un prototype de la mise en scène expressionniste,. Cette pièce assoit sa réputation d'offenseur de la morale publique et du conformisme bourgeois.
Kokoschka rejette rapidement le Jugendstil, ce qui a des conséquences sur son travail. Pour cette raison, il s'établit en 1910 à Berlin avant de revenir à Vienne qu'en 1911.

### Relation avec Alma Mahler, Première Guerre mondiale
À partir de 1912, Kokoschka, qui a 26 ans, vit une grande passion avec Alma Mahler, veuve du compositeur Gustav Mahler, de 7 ans son aînée. Cet amour et leurs échanges épistolaires passionnés lui inspirent différentes œuvres d'art, dont la peinture La Fiancée du vent, en 1913, et des tableaux les représentant tous deux amants. Après leur rupture, Kokoschka demande à Hermine Moos (de), une costumière de théâtre à Munich, de fabriquer une poupée de tissu grandeur nature représentant Mahler. Il donne à Moos des instructions très précises sur la fabrication de cet objet destiné à « abuser tous les sens », dans des lettres écrites de l'été 1918 au printemps 1919. Il peint la poupée à plusieurs reprises mais finit par la décapiter.

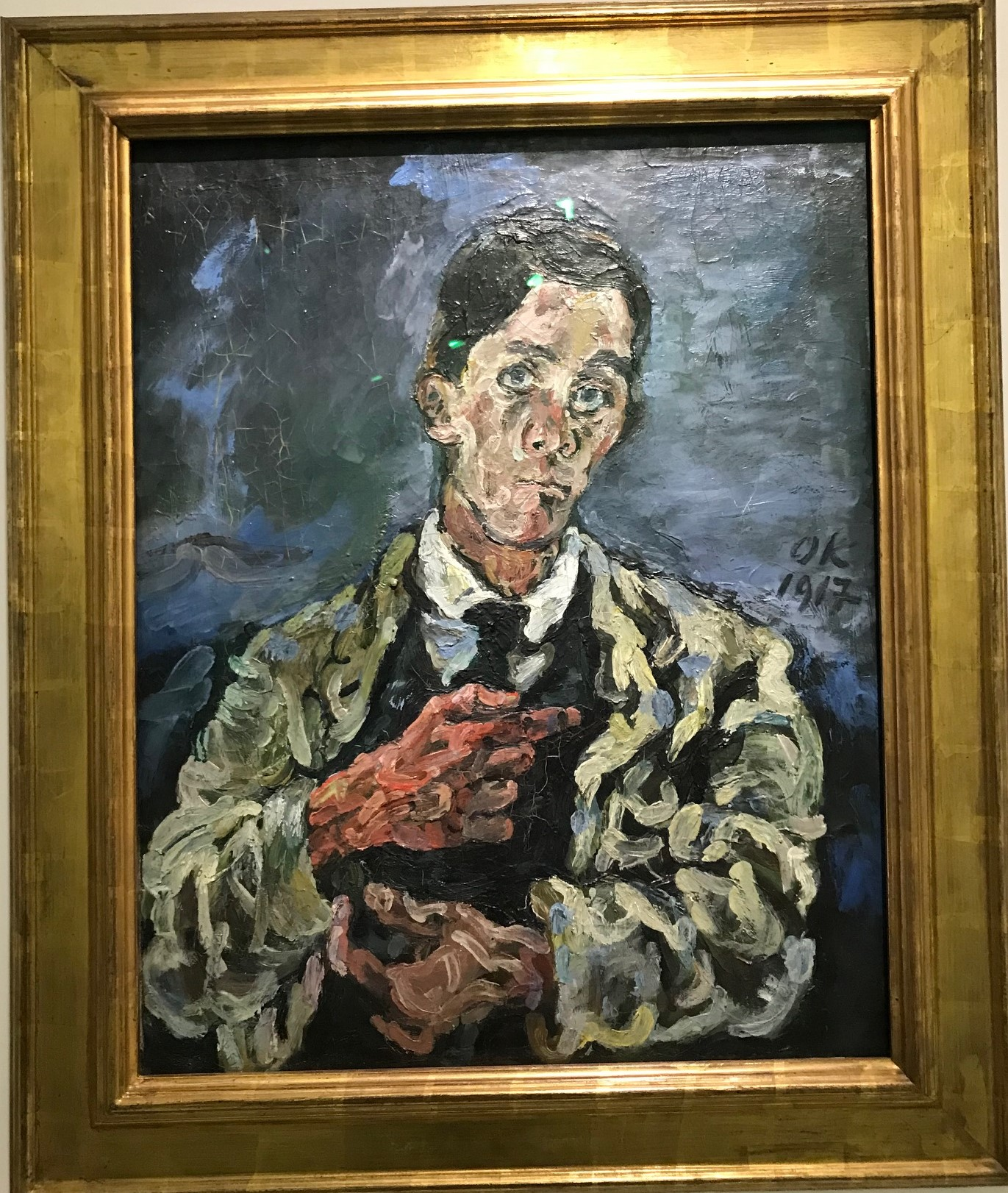
Autoportrait, 1917, « Un fauve à Vienne », musée d'Art moderne de Paris, 23 septembre 2022 - 12 février 2023.

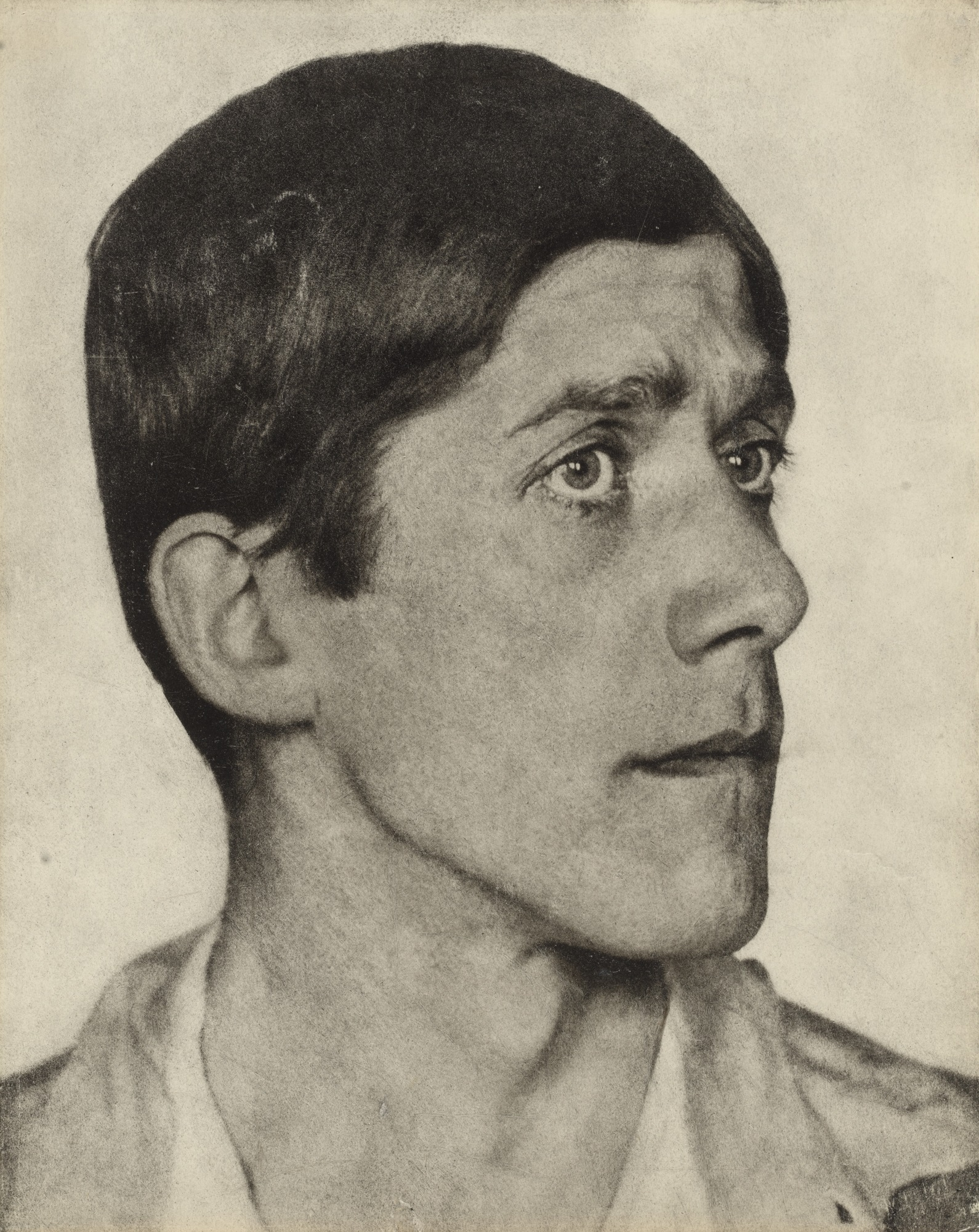
Oskar Kokoschka par Hugo Erfurth, 1919, MoMA.

Sa peinture, à cette époque, évolue vite : il commence à travailler avec des brosses plus larges et applique de plus en plus de couleurs. En 1914, il se joint aux peintres de la Sécession viennoise à Berlin. En 1915, il s'engage dans l'armée Austro-hongroise lors de la Première Guerre mondiale, il est gravement blessé lors d'un combat en Ukraine (balle dans la tête et coup de baïonnette dans le poumon), puis l'année suivante par un tir de grenade,.
En 1917, il s'installe à Dresde, où il rencontre Adolf Loos, architecte et ami viennois. De 1919 à 1924, on lui confie une chaire à l'École des arts de Dresde. Ne souhaitant pas être débordé par l'académie, le peintre entreprend des voyages. Il revient à Vienne en 1933.

### Art dégénéré
Après la mort de sa mère, il s'exile pour des raisons politiques en 1934, à Prague où il rencontre celle qui va devenir sa femme, Olda Palkovská ; le régime national-socialiste considère son art comme dégénéré et décroche ses œuvres des musées allemands. Huit de ses œuvres sont présentées à l’exposition munichoise Art dégénéré de 1937. Des tableaux sont détruits ou disparaissent. D’autres sont vendus en Suisse pour financer l’effort de guerre. Parmi ceux-ci, son œuvre la plus célèbre, La Fiancée du vent, peinte en 1913-1914. Son portrait de Herwarth Walden a été saisi à la Galerie nationale de Berlin par les nazis et vendu par les marchands d'Hitler, pour finir au Musée Fogg de Cambridge, Massachusetts,.

### Voyages
Après Prague, où il reste jusqu'en 1938, puis Londres (1938-1953), Oskar Kokoschka effectue de nombreux voyages, en Grèce, en Italie, en Allemagne et en Angleterre, en Tunisie, en Libye, en Turquie et au Maroc ou encore à New York et à Jérusalem. Il en rapporte plusieurs séries dessinées qu’il transpose ensuite en lithographies.
il s’établit en 1953 définitivement à Villeneuve, en Suisse, à l'extrémité orientale du lac Léman, il y passe les vingt-sept dernières années de sa vie. En 1960, il est honoré par le prix Érasme à Copenhague et un titre de docteur honoris causa de l’université d’Oxford. En 1974, il reçoit la citoyenneté d’honneur autrichienne. L'artiste décède le 22 février 1980. Il est enterré au cimetière de Clarens sur la commune de Montreux. Sa veuve meurt en 2004.
Oskar Kokoschka est partie prenante des documenta 1 (1955), documenta 2 (1959) et documenta 3 en 1964 à Cassel.

## Œuvre

### Peinture
- 1910 : Bildnis Herwarth Walden (Portrait de Herwarth Walden), Staatsgalerie Stuttgart
- 1912 : Die Heimsuchung, palais du Belvédère (Vienne)
- 1913 : Die Windsbraut (La Fiancée du vent), musée d'art de Bâle
- 1913-1914 : Nature morte au chérubin et au lapin, Kunsthaus de Zurich
- 1914 vers : Portrait du docteur Ludwig Adler, huile sur toile, 101 × 72 cm, musée des Beaux-Arts de Gand[15]
- 1917 : Selbstbildnis (autoportrait)
- 1918 : Die Macht der Musik (Le Pouvoir de la musique) au Stedelijk van Abbermuseum de Eindhoven
- 1922 : Self-Portrait at the Easel (autoportrait au chevalet)  à Leopold
- 1922 : Dresden-Neustadt (Ville neuve de Dresde), à la Kunsthalle de Hambourg
- 1925 : Monte Carlo au musée de La Boverie à Liège
- 1931 : Pan: Trudl mit Ziege, au Sprengel-Museum de Hanovre
- 1934 : Prag: Karlsbrücke (Prague, le pont Charles), à la Galerie nationale à Prague
- 1950 : Bildnis Prof. Dr Theodor Heuss (Portrait du professeur Théodore Heuss), au musée de la ville de Cologne, musée Ludwig
- 1950 : Prometheus, triptyque (Prométhée), au Samuel Courtauld Trust de Londres ; Courtauld Institute of Art Gallery, Londres
- 1951 : Der Hafen von Hamburg (Le Port de Hambourg), au musée d'art moderne de New York
- 1952 : Geschwister Feilchenfeldt (Les Enfants Feilchenfeldt), collection particulière (Walter et Konrad Feilchenfeldt)
- 1954 : Les Thermopyles, triptyque, à l'université de Hambourg
- 1955 : « Bühnenbilder und Kostüme für Die Zauberflöte » (« Décors et costumes pour La Flûte enchantée », de Mozart, lors du Festival de Salzbourg)
- 1956 : Ansicht der Stadt Köln vom Messeturm aus (Vue de la ville de Cologne depuis le bâtiment de la foire) au musée Ludwig de Cologne
- 1966 : Porträt Konrad Adenauer (Portrait de Konrad Adenauer)[16]

### Écrits
Kokoschka rédige des essais et des articles, dont une autobiographie : Mein Leben, en 1971. Ses correspondances sont publiées en 1984. Ses pièces sont réellement redécouvertes dans les années 1990 :
- 1908 : Meurtrier, espoir des femmes[5].
- 1911 : Der brennende Dornbusch (Le Buisson ardent).
- 1919 : Orphée et Eurydice.
- 1917 : Hiob.
- 1917 : Die träumenden Knaben (Les Garçons rêveurs), orné de lithographies originales.
- 1984 : Mirages du passé, éditions Gallimard  (ISBN 2-07-070235-9).
- 2021 : L’Œil immuable – Articles, conférences et essais sur l’art, préface d’Aglaja Kempf, traduit de l’allemand & de l’anglais par Régis Quatresous, L’Atelier contemporain/Fondation Oskar Kokoschka.

## Postérité
Oskar Kokoschka, tout comme son "rival contemporain", Egon Schiele, inspire des générations de peintres.
Alkis Pierrakos qu'il rencontre à plusieurs reprises à Londres en 1950, mais aussi Hans Bellmer. Le Prix Oskar Kokoschka est attribué tous les deux ans depuis 1980 par le gouvernement autrichien, le 1er mars, jour anniversaire de la naissance du peintre.
Olda Kokoschka crée la Fondation Kokoschka en 1988 à laquelle elle fait don des œuvres en sa possession. Celle-ci se situe au musée Jenisch de Vevey (Suisse). Olda Kokoschka dote également la Zentralbibliothek de Zurich du fonds manuscrit et lègue au Oskar Kokoschka-Zentrum à Vienne les photographies biographiques et la bibliothèque d'Oskar Kokoschka,.
Après le Museum of Modern Art de New York (1949), la Tate Gallery de Londres (1962), le musée d'Art moderne de Paris consacre une exposition au peintre, Un fauve à Vienne, du 23 septembre 2022 au 12 février 2023, avec 150 œuvres présentées (peintures, dessins, affiches, gravure).

## Filmographie
- Kokoschka œuvre-vie, film documentaire de Michel Rodde, Suisse, 2017, 91 min, distribué au Canada par K-Films Amérique (VSD)[18].
- Kokoschka, portraits européens, film documentaire réalisé par Stéphane Ghez, 2022, Arte[19].